# Manizales
Manizales je město v Kolumbii. Nachází se přibližně v centrální části státu a je správním střediskem departementu Caldas. Rozprostírá se v průměrné nadmořské výšce 2 200 m n. m., v blízkosti města leží sopka Nevado del Ruiz, jejíž nadmořská výška je 5 321 m n. m.
Manizales bylo založeno v roce 1848 a po katastrofálním požáru v roce 1925 znovu vybudováno jako moderní město. Město je důležité kulturní a vzdělávací centrum. Každý rok zde probíhá mezinárodní divadelní festival. Nachází se zde významná katedrála podle francouzské architektury. Sídlí fotbalový klub Once Caldas, který v roce 2004 překvapivě vyhrál latinskoamerický klubový turnaj Copa Libertadores.

## Partnerská města
- Montreal, Kanada
- Lisabon, Portugalsko
- Oxford, Anglie
- Barcelona, Španělsko
- Valencia, Španělsko

## Fotogalerie

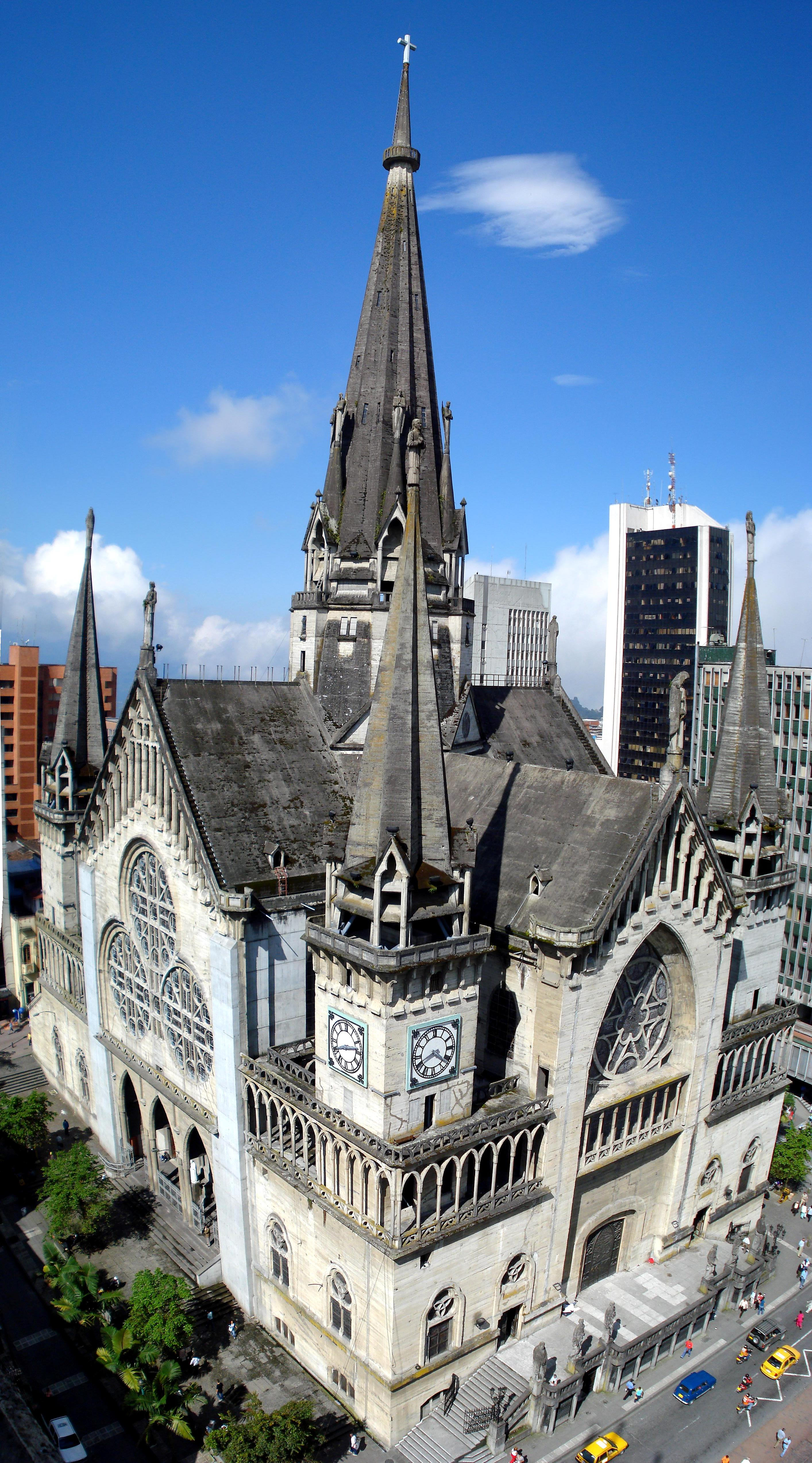
zdejší katedrála
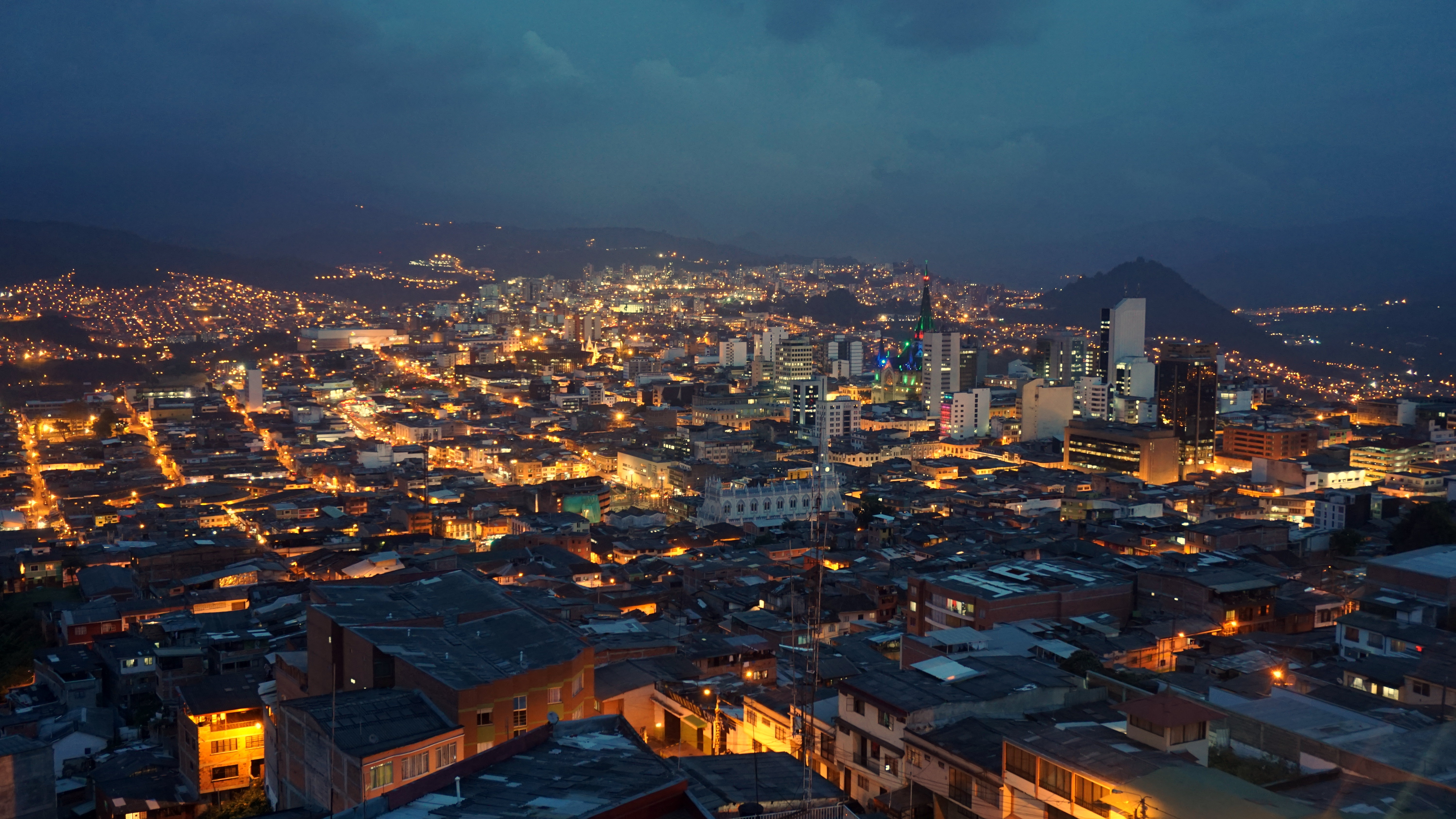
noční pohled na město
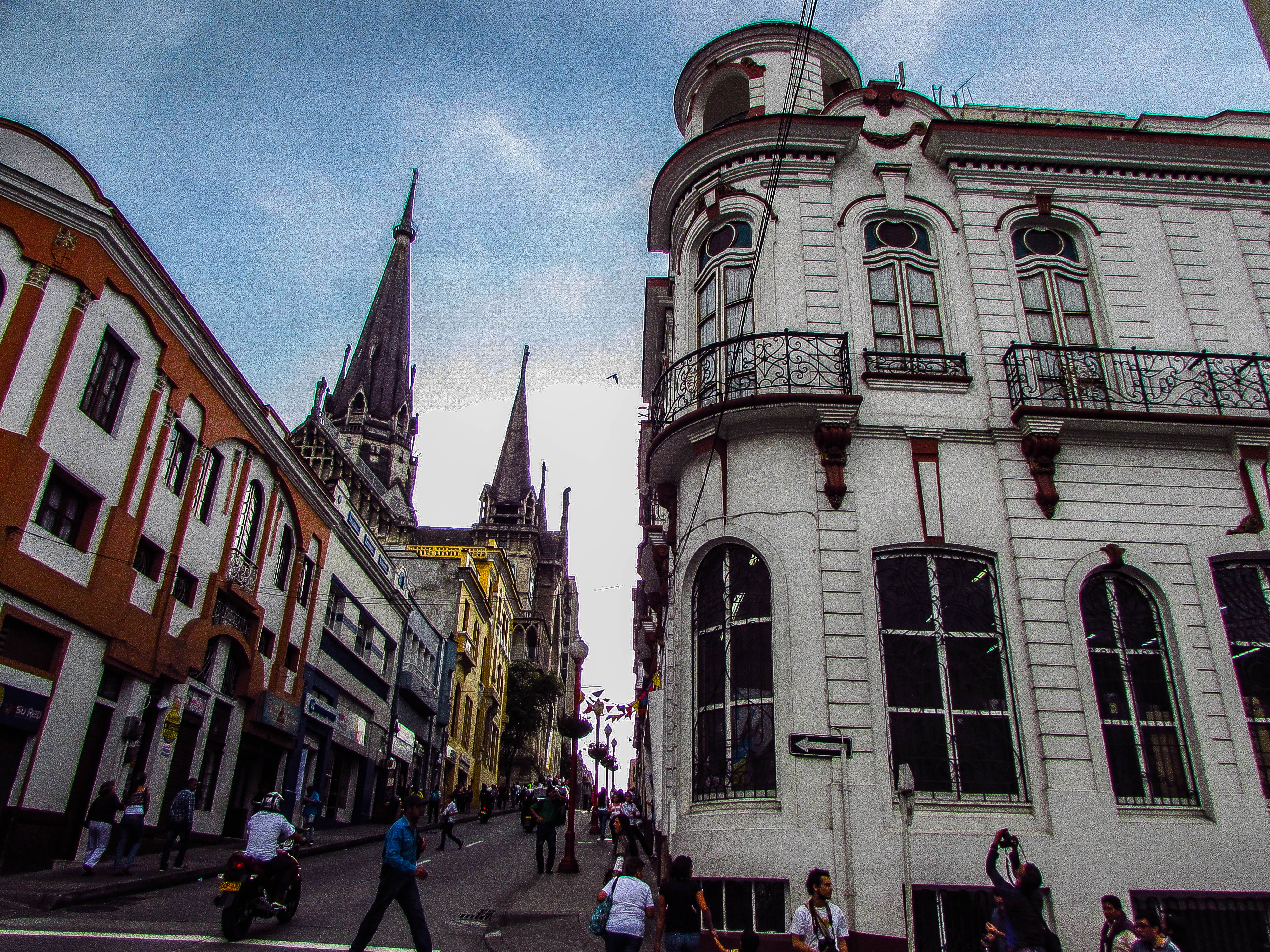
zástavba historického centra města